# Gabino Gaínza
Gabino Gaínza y Fernández de Medrano, né le 20 octobre 1753 ou 1760 à Vizcaya au Pays basque espagnol et mort vers 1829 à Mexico, est un militaire et homme politique espagnol d'origine basque qui a combattu pendant les guerres d'indépendance d'Amérique latine, d'abord dans l'armée royale au Chili, puis pour la cause indépendantiste en Amérique centrale dont il devient le premier président intérimaire.

## Chef royaliste au Chili
En janvier 1814, il est envoyé au Chili par le vice-roi du Pérou José Fernando de Abascal à la tête des forces royalistes pour lutter contre les insurgés chilien. Il quitte le port de Calao avec 125 hommes auxquels s'ajoutent 700 miliciens à son arrivée à Chiloé. Il peut également compter sur des auxiliaires Mapuches
Le 4 mars, un coup de main lui permet de faire prisonnier José Miguel Carrera et son frère Luis. Mais la campagne engagée ne permet pas à l'une ou l'autre des armées une victoire décisive. Les troupes sont épuisées et après trois mois de combats, Gaínza et le commandant en chef chilien O'Higgins engagent une négociation qui aboutit au traité de Lircay. Le vice-roi Abascal rejette le traité, remplace Gaínza par Mariano Osorio. Il traduit Gaínza en cour martiale estimant que ce dernier avait outrepassé ses pouvoirs. Gaínza sera acquitté deux ans plus tard mais devra quitter la vice-royauté pour poursuivre sa carrière.

## En Amérique centrale
Au début 1820, il est nommé capitaine général du Guatemala malgré les protestations du nouveau vice-roi du Pérou Joaquín de la Pezuela. Le Mexique bascule dans l'indépendance en août 1821 mettant fin à la vice-royauté de la Nouvelle-Espagne. Or le Guatemala dépendait de cette dernière et le 15 septembre 1821, Gaínza est l'un des signataires de l'Acte d'Indépendance de l'Amérique centrale.
Le Guatemala rejoint l'Empire mexicain, annexion à laquelle Gaínza ne s'oppose pas. Après la sécession des États centraméricains, Gaínza se réfugie à Mexico où il meurt dans la misère autour de 1829.

## Source
- (en) Cet article est partiellement ou en totalité issu de l’article de Wikipédia en anglais intitulé « Gabino Gaínza » (voir la liste des auteurs).